# Microencefalia
La microencefalia es un trastorno caracterizado por un cerebro pequeño que puede ser causado por problemas en la proliferación de las células nerviosas.
La microencefalia también se puede asociar a problemas maternos tales como alcoholismo, diabetes o sarampión. En algunos casos de microencefalia, el factor genético puede desempeñar un papel importante. Los recién nacidos afectados generalmente tienen defectos neurológicos de importancia y convulsiones. Es común presentar un desarrollo intelectual seriamente deteriorado, pero los problemas de función motora pueden ocurrir en etapas posteriores de la vida.